# Karacabey
Karacabey là một huyện thuộc tỉnh Bursa, Thổ Nhĩ Kỳ. Huyện có diện tích 1297 km² và dân số thời điểm năm 2007 là 79115 người, mật độ 61 người/km².